# Phrynops
Genre
Synonymes
- Spatulemys Grays, 1872

Phrynops est un genre de tortue de la famille des Chelidae.

## Répartition
Les quatre espèces de ce genre se rencontrent en Amérique du Sud.

## Liste des espèces
Selon TFTSG (23 mai 2011) :
- Phrynops geoffroanus (Schweigger, 1812)
- Phrynops hilarii (Duméril & Bibron, 1835)
- Phrynops tuberosus (Peters, 1870)
- Phrynops williamsi Rhodin & Mittermeier, 1983

## Publication originale
- Wagler, 1830 : Natürliches System der Amphibien, mit vorangehender Classification der Säugthiere und Vögel. Ein Beitrag zur vergleichenden Zoologie. J.G. Cotta, München, p. 1-354 (texte intégral).